# Ronald S. Stroud
Ronald S. Stroud (8 juillet 1933 - 7 octobre 2021) est un historien de l’Antiquité et un épigraphiste canadien.
Après son baccalauréat universitaire à l'université de Toronto en 1957, il étudie à l'université de Californie à Berkeley, où il obtient son doctorat en 1965. Il commence ensuite à y enseigner, devenant professeur agrégé en 1969, professeur en 1972 et Klio Distinguished Professor of Classical Studies en 2001. En 2007, il prend sa retraite. Depuis 1979, il est co-éditeur du Supplementum Epigraphicum Graecum.
Stroud est membre de l'Institut archéologique allemand et membre de la Société américaine de philosophie depuis 2005.
Ronald S. Stroud est le frère du philosophe Barry Stroud.

## Publications
- Drakon’s Law on homicide (= University of California Publications. Classical Studies. 3,  (ISSN 1040-6956)). University of California Press, Berkeley CA, 1968.
- The Axones and Kyrbeis of Drakon and Solon (= University of California Publications. Classical Studies. Bd. 19). University of California Press, Berkeley CA, 1979,  (ISBN 0520095901).
- avec Nancy Bookidis: The sanctuary of Demeter and Kore. Part 3: Topography and architecture (= Corinth. Results of excavations conducted by the American School of Classical Studies. 18). American School of Classical Studies at Athens, Princeton NJ 1997,  (ISBN 0876611838).
- The Athenian grain-tax law of 374/3 B.C. (= Hesperia. Supplement. 29). American School of Classical Studies at Athens, Princeton NJ 1998,  (ISBN 0876615299).
- The Athenian Empire on Stone. David M. Lewis Memorial Lecture Oxford 2006. Ellenike Epigraphike Etaireia, Athen 2006,  (ISBN 9608612152).